# Хромой бес (роман Гевары)
«Хромо́й бес» (исп. El diablo Cojuelo) — плутовской роман Луиса Велеса де Гевары, вышедший в свет в Мадриде в 1641 году. Это единственный прозаический опыт драматурга. Предположительно, он писал это произведение с 1637 по 1640 год. «Хромой бес» вызывает затруднения при переводе. Как типичный «гонгорист», автор часто прибегает ко всякого рода игре слов, причудливым ассоциациям и эксцентричным метафорам. К тому же историко-бытовые реалии его двусмысленных шуток затрудняют даже специалистов.
Сюжетно и структурно повесть отличается от традиций жанра — главных героев не один, а двое — Хромой Бес и студент дон Клеофас, повествование ведется от третьего лица и разделено на 10 частей — «скачков». Если сравнивать это произведение с творчеством предшественников, особенно Кеведо, то можно увидеть, что Велес несколько смягчил картину и придал своей сатире видимость шутки с оттенком фатализма — это ещё одно отличие от принятой в плутовских романах «документальной», автобиографической формы. Исследователи отмечают в «Хромом бесе» большое влияние творчества Кеведо и некоторых других предшественников Велеса в жанре плутовского романа.
Тот же сюжет использовал французский писатель Ален Рене Лесаж, написавший в 1707 году роман «Хромой бес».